# Bojana (Sofia)
Bojana (bułg. Бояна) – dzielnica Sofii na południu miasta, w rejonie Witosza, w gminie Stolicznej.
Wieś Bojana stała się dzielnicą Sofii w 1961 roku. 
W Bojanie znajdują się szpital psychiatryczny dla dzieci i młodzieży, przedszkole dla dzieci upośledzonych umysłowo, Narodowe Muzeum Historii, dom starców Bogorodica oraz zabytek cerkiew bojanska. 
Na obszarze Bojany znajduje się wodospad bojanski oraz przełęcz Kopitoto.